# Flagermus
Flagermus (latin: Chiroptera) er en orden af forholdsvis små flyvende pattedyr. Det er de eneste pattedyr, der aktivt kan flyve. Der findes en mangfoldighed af arter, idet de udgør 1/5 af alle kendte pattedyr, i alt cirka 1100 arter. Flagermus hænger i hvile på lodrette flader eller fra grene med hovedet nedad ved hjælp af føddernes kløer. Det er generelt nataktive dyr, der enten orienterer sig med synet (storflagermus) eller med hørelsen ved hjælp af ekkolokalisering (næsten alle småflagermus).

## Udseende
Vingerne er dannet af en tynd flyvehud (patagium), der er udspændt mellem forben (arm) og kropsside og bagben og mellem de stærkt forlængede fingre, hvilket især gælder digitus médius, digitus anuláris og digitus mínimus ("lange"-, "ring"- og "lillefingeren"), mens digitus secundus ("pegefingeren") er mindre forlænget. Der er oftest også flyvehud udspændt mellem bagben og hale. Flyvehuden er næsten nøgen og består af et dobbelt lag hud forsynet med elastiske fibre, muskler, nerver og blodkar. Opdelingen af vingen i flere vingemembraner gør vingen mere robust mod sønderrivning. Den første finger på "hånden" er udstyret med en klo og kan bruges til at gribe føde og klatre med. Hos storflagermus er anden finger (pegefingeren) i reglen også udstyret med en klo. I forhold til andre pattedyr er bagbenene drejet cirka 180° i hoften, således at storetåen, der i øvrigt ikke adskiller sig fra de fire andre tæer, sidder yderst. Haleflyvehuden er i bagkanten støttet af en tynd bruskdannelse, sporebrusken, der udgår fra hælen. Hos nogle arter har sporebrusken en lille hudlap.

## Levevis
Flagermus er ikke blinde. De fleste arter er nataktive og mange orienterer sig derfor via deres ultralydssonar. Nogle nektardrikkende flagermus kan se UV-lys om natten. Denne egenskab anvendes til at finde blomster.
Flagermus hørende til Megachiroptera (storflagermus) lever primært af frugt og/eller nektar, som de lugter sig frem til. Med undtagelse af slægten Rousettus benytter storflagermus sig ikke af ultralydssonar og har større øjne og mindre ører.
Microchiroptera (småflagermus) lever af insekter, smådyr, fisk, blod eller nektar. Anvendelsen af ultralydssonar fordrer diverse abnorme ansigtsstrukturer; ørerne kan være stærkt forstørrede, med tragi (ental: tragus), også kaldet ørelapper eller ørelåg, der forbedrer effekten samt snudelapper.

### Social opførsel
Vampyrflagermus (Desmodontinae) er blandt de få flagermus, der kan udvise en uselvisk social adfærd (altruisme). Hvis de har været heldige på nattens jagt, og andre flokmedlemmer uden familiebånd ikke har været heldige, kan de gylpe blod op til dem og dermed dele nattens fangst. Darwin forklarer denne adfærd med at grupper der udviser uselvisk adfærd, har kunnet overleve bedre end de grupper som har udvist selvisk adfærd.

### Alder
Gennem ringmærkning, har man fundet ud af, at mange flagermus bliver over 5 år, og at 10 år ikke er sjældent. Brandts flagermus (Myotis brandti) kan endda blive over 40 år gammel. At flagermus har så høj en levealder hænger bl.a. sammen med en lav reproduktivitet (sen kønsmodning og derefter højst 1 unge om året) og en meget lav produktion af visse hormoner.

### Udvælger byttet
Noget tyder på at flagermus ved hjælp af deres ultralydsskrig kan artsbestemme byttedyret. På den måde kan de udvælge bestemte insekter. Dværgflagermus sætter ikke mindre end 2-3000 insekter til livs hver eneste nat[kilde mangler].

## Naturligt reservoir
Flagermus er et naturligt reservoir for mange virus, bl.a. Coronavirus og Nipahvirus.

## Systematik
- Chiroptera (Flagermus)
  - Underorden Megachiroptera (storflagermus)
    -       - Familie Pteropodidae (Flyvende hunde)

  - Underorden Microchiroptera (Småflagermus)
    - Overfamilie Emballonuroidea
      - Familie Emballonuridae (Frihalede flagermus)

    - Overfamilie Rhinopomatoidea
      - Familie Rhinopomatidae (Klapnæser eller langhalede flagermus)
      - Familie Craseonycteridae (Grisenæseflagermus eller Humlebiflagermus)

    - Overfamilie Rhinolophoidea
      - Familie Rhinolophidae (Hesteskonæser)
      - Familie Nycteridae (Hulpandede flagermus)
      - Familie Megadermatidae (Falske vampyrer)

    - Overfamilie Vespertilionoidea
      - Familie Vespertilionidae (Barnæser)

    - Overfamilie Molossoidea
      - Familie Molossidae (Buldogflagermus)
      - Familie Antrozoidae

    - Overfamilie Nataloidea
      - Familie Natalidae (Langbenede flagermus)
      - Familie Myzopodidae (Myzopodider)
      - Familie Thyropteridae (Skivevingede flagermus)
      - Familie Furipteridae (Furipterider)

    - Overfamilie Noctilionoidea
      - Familie Noctilionidae (Fiskeflagermus)
      - Familie Mystacinidae (Mystacinider)
      - Familie Mormoopidae (Nøgenryggede flagermus)
      - Familie Phyllostomidae (Bladnæser)

### Danske arter
Alle de danske flagermusarter hører under familien Barnæser (Vespertilionidae). Flere arter af slægten Myotis overvintrer i de danske kalkgruber f.eks. Mønsted kalkgruber. I Danmark er registreret 17 forskellige arter, hvoraf 13 findes regelmæssigt ynglende:
- Plecotus auritus (Langøret flagermus)
- Barbastella barbastellus (Bredøret flagermus)
- Nyctalus noctula (Brunflagermus)
- Nyctalus leisleri (Leislers flagermus)
- Eptesicus serotinus (Sydflagermus)
- Eptesicus nilssoni (Nordflagermus)
- Myotis nattereri (Frynseflagermus)
- Myotis brandti (Brandts flagermus)
- Myotis mystacinus (Skægflagermus)
- Myotis dasycneme (Damflagermus)
- Myotis daubentoni (Vandflagermus)
- Myotis bechsteini (Bechsteins flagermus)
- Myotis myotis (Stor museøre)
- Vespertilio murinus (Skimmelflagermus)
- Pipistrellus nathusii (Troldflagermus)
- Pipistrellus pipistrellus (Pipistrelflagermus)
- Pipistrellus pygmaeus (Dværgflagermus)

## Beskyttelse
Alle flagermus er fredede her i landet i henhold til Flagermusaftalen. Visse sjældne og truede arter, kan herudover være omfattet af anden lovgivning. Eksempelvis er damflagermusen beskyttet i Danmark under EUs Natura 2000 planer via EUs habitatdirektiv (Bilag II og IV) og brunflagermusen under EUs habitatdirektiv (Bilag IV) siden 1992.